# Valea Caldă, Cluj
Valea Caldă este un sat în comuna Cătina din județul Cluj, Transilvania, România.